# Шел Ноб (Мисури)
Шел Ноб (енгл. Shell Knob) насељено је место без административног статуса у америчкој савезној држави Мисури.

## Демографија
По попису из 2010. године број становника је 1.379, што је 14 (-1,0%) становника мање него 2000. године.
| Група             | 2000.         | 2010.         |
| Белци             | 1.354 (97,2%) | 1.333 (96,7%) |
| Афроамериканци    | 0 (0,0%)      | 0 (0,0%)      |
| Азијати           | 0 (0,0%)      | 2 (0,1%)      |
| Хиспаноамериканци | 20 (1,4%)     | 24 (1,7%)     |
| Укупно            | 1.393         | 1.379         |